# Ільїн Ігор Іванович
І́гор Іва́нович Ільї́н (березень 1931 — грудень 2016) — доктор медичних наук, професор, ректор Одеського медичного інституту імені М. І. Пирогова.

## Біографія
Ігор Іванович Ільїн народився 26 березня 1931 року у Коканді Узбецької РСР в сім'ї службовця.
В 1944 році в одній із військових частин 37-ї армії 3-го Українського фронту став сином полку. Виконував обов'язки зв'язківця.
В 1954 році закінчив факультет фізичного виховання Одеського державного педагогічного інституту імені К. Д. Ушинського. Продовжив навчання на педіатричному факультеті Одеського медичного інституту імені М. І. Пирогова.  В 1961 — 1963 роках навчався в аспірантурі при кафедрі анатомії людини.
В 1964 році захистив дисертацію і здобув науковий ступінь кандидата медичних наук, у 1972 році захистив докторську дисертацію. В 1976 році присвоєне вчене звання професора.
З 1972 року працював доцентом, а з 1974 року — завідувачем кафедри анатомії людини (до 2006 року). З 2006 року був професором кафедри нормальної анатомії.
В 1974—1984 роках був проректором з наукової роботи Одеського медичного інституту імені М. І. Пирогова, а у 1984—1994 роках  обіймав посаду ректора.
Обирався депутатом Одеської міської ради. Був головою Одеського відділення Всесоюзного товариства анатомів, гістологів та ембріологів, членом президії Наукового товариства анатомів, гістологів, ембріологів і топографоанатомів України.
Помер у грудні 2016 року в Одесі.

## Науковадіяльність
За керівництва І. І. Ільїна головним напрямком наукової діяльності кафедри анатомії людини  було вивчення морфологічних змін у процесі адаптації центральної нервової системи, органів і тканин організму до несприятливих факторів, властивим для водного транспорту.
Підготував 1 доктора та 7 кандидатів медичних наук. Опублікував понад 160 наукових праць з актуальних питань медичної морфології.

### Праці
- Организационно-методические основы интернатуры: Методические указания/ И. И. Ильин. — Одесса. 1990. — 21 с.
- Методические рекомендации к практическим занятиям по нормальной анатомии человека для студентов стоматологического факультета/ Л. А. Антонечко, И. И. Ильин. — Одесса, 2001. — 125 с.

## Нагороди
- 10 грудня 1990 року присвоєне почесне звання «Заслужений діяч науки і техніки Української РСР».
- 4 золоті медалі ВДНГ СР